# Rolf Furuly
Rolf Furuly (Bardu, 29 dicembre 1963) è un ex calciatore norvegese, di ruolo centrocampista.

## Carriera

### Club
Furuly giocò per il Mjølner, prima di trasferirsi al Kongsvinger. Esordì in squadra il 26 agosto 1990, subentrando a Dag Arnesen nella sconfitta per 0-2 contro il Rosenborg. Il 2 settembre realizzò la prima rete con questa maglia, nella vittoria per 3-0 sul Moss. In seguito, giocò per lo Stjørdals-Blink. Nel 1993, si trasferì allo HamKam, mentre nel 1995 tornò al Mjølner.